# Фрушанте, Джон
Джон Э́нтони Фруша́нте (англ. John Anthony Frusciante [fruːˈʃɑːnteɪ]о файле; 5 марта 1970, Нью-Йорк) — американский музыкант, гитарист-виртуоз, вокалист, автор песен и продюсер. Наиболее известен как гитарист группы Red Hot Chili Peppers, в составе которой он записал семь альбомов. Ведёт активную сольную карьеру. По состоянию на 2020 год выпустил 11 альбомов под своим именем, а также 4 альбома под псевдонимом Trickfinger и два в составе сайд проекта Ataxia, в который кроме него входили Джо Лэлли (Joe Lally) из Fugazi и Джош Клингхоффер. Сольные работы Фрушанте соединяют в себе элементы нескольких стилей: от экспериментальной рок-музыки и эмбиента до новой волны и электроники. В 2010 году назван величайшим гитаристом тридцатилетия по результатам голосования, проведённого BBC.

## Биография

### 1970—1987: Детство и юношеские годы
Фрушанте родился в Куинсе, одном из пяти боро Нью-Йорка. Его отец Джон-старший был пианистом, получившим образование в нью-йоркской Джульярдской школе, а мать Гейл — многообещающей певицей, которая однако прервала карьеру, чтобы сидеть дома и заботиться о детях. У него также есть два единокровных брата и две единоутробные сестры. Семья Фрушанте переехала сначала в Тусон, штат Аризона, а затем во Флориду, где его отец работал судьёй округа Брауард до конца 2010 года. Когда мальчику исполнилось шесть, родители развелись, и он вместе с матерью переехал в Санта-Монику, штат Калифорния.
Год спустя, Джон с матерью и отчимом перебрались в соседний городок Мар Виста. По словам Фрушанте, приёмный отец поддерживал его в стремлении стать музыкантом. Как и большинство молодёжи из этого города, он очень увлёкся панк-рок веянием из Лос-Анджелеса. В девять лет он был без ума от группы The Germs и затёр до дыр несколько копий их альбома (GI). К десяти годам он научился импровизировать большинство песен из альбома на плохо настроенной гитаре, что позволило ему играть каждый аккорд одним пальцем.
Он пытался подражать игре таких виртуозных гитаристов, как Джефф Бек, Джимми Пейдж и Джими Хендрикс (начал учиться в возрасте одиннадцати лет). Когда он освоил игру блюзовых звуков, открыл для себя творчество Фрэнка Заппы, чью музыку изучал часами. В возрасте 14 лет впервые услышал о Red Hot Chili Peppers, когда его преподаватель по гитаре прослушивался в качестве гитариста в эту группу. Образование завершил в 16 лет с разрешения родителей и пройдя квалификационный тест. При их же поддержке в одиночку поселился в Лос-Анджелесе, чтобы развить музыкальный талант. Он начал учиться в Musicians Institute в Голливуде, но быстро забросил занятия, поняв, что не обращает внимания на советы учителей.

### 1988—1992: Red Hot Chili Peppers
Фрушанте впервые посетил выступление Red Hot Chili Peppers в пятнадцать лет, и быстро стал их преданным поклонником. Он боготворил тогдашнего гитариста Хиллела Словака и быстро ознакомился практически со всеми партиями гитары и баса из первых трёх альбомов Chili Peppers. Он лично познакомился с Хиллелом — они разговаривали дважды после концертов, незадолго до его смерти от передозировки наркотиков.
… Хиллел спросил меня: «Будет ли тебе все ещё нравиться группа, если она станет такой популярной, что сыграет в Форуме?» Я ответил: «Нет. Это погубит всё самое классное в группе. Здорово наблюдать за группой: аудитория чувствует музыку, ничем не отличается, все как единое целое. В воздухе царила историческая атмосфера, ничто не разочаровывало, звук проходил через аудиторию, когда все прыгают и невозможно усидеть в кресле. Я даже не мог смотреть шоу. Это был волнующий момент, потому что я хотел всё время что то сделать, сломать или перевернуть. Я действительно чувствовал себя частью группы, и все люди в зале тоже были как одно целое.»
Фрушанте подружился с бывшим барабанщиком Dead Kennedys Дарреном Хенли в начале 1988 года. Они часто проводили время вместе, и Peligro пригласил своего друга Фли (басиста Red Hot Chili Peppers) присоединиться. Фрушанте и Фли быстро записали музыкальные партии, Фли позже говорил, что, возможно, это был день, когда он впервые сыграл на басу рифф «Nobody Weird Like Me». Примерно в то же время Фрушанте должен был явиться на прослушивание для группы Фрэнка Заппы, но изменил своё мнение, так как Заппа строго запрещал употребление наркотиков в группе. Фрушанте сказал: «Я понял, что я хотел быть рок-звездой, принимать наркотики и клеить девочек, и что я не смог бы этого сделать, если бы был в группе Заппы».
Словак умер от передозировки героина в 1988 году, и барабанщик Red Hot Chili Peppers Джек Айронс, не в состоянии справиться со смертью Словака, покинул группу. Оставшиеся Фли и вокалист Энтони Кидис перегруппировались и решили продолжать. Peligro был на барабанах, а DeWayne «Blackbyrd» Мак-Найт, бывший P-Funk, на гитаре. Макнайту, однако, не удалось подключиться музыкально внутри группы. И тогда Фли предложил прослушивание Фрушанте, чьи глубокие знания репертуара Chili Peppers удивили его. Фли и Кидис прослушали его и решили, что он будет подходящей заменой для Макнайта, который был незамедлительно уволен. Когда Фли сказал Джону о его принятии в Chili Peppers, Фрушанте был в восторге: он пробежал через весь дом, и крича от радости прыгнул на стену. Он был в процессе подписания контракта с Thelonious и, фактически, играл с нарушением закона в течение двух недель, но его непредвиденный приём в Chili Peppers побудил его изменить свои планы.
Тем не менее, Фрушанте не был знаком с фанком и звучанием Red Hot Chili Peppers: «Я не был фанк-музыкантом, прежде чем я присоединился к группе, я узнал всё, что нужно знать о том, как хорошо звучали Фли и Хиллел». Через несколько недель из группы за пониженный интерес к её делам и употребление наркотиков был уволен барабанщик Peligro. Вскоре после этого Чад Смит был принят в качестве нового барабанщика, и в новом составе группа приступила к записи своего первого после смерти Словака альбома Mother's Milk в 1989 году. Фрушанте сосредоточился на воспроизведении фирменного стиля Словака, не навязывая свой собственный стиль группе. Продюсер Майкл Бинхорн был не согласен с этим и хотел, чтобы Фрушанте играл с нехарактерными для него чертами тяжёлого металла. Фрушанте и Бинхорн постоянно спорили насчёт звучания гитары, и идея Бинхорна в конечном счёте взяла верх. Фрушанте постоянно чувствовал давление со стороны студии. Кидис вспоминает: «Бинхорн хотел, чтобы Джон делал то, что ему говорят, и получался почти металлически звучащий гитарный звук. Прежде мы всегда звучали интересно — получался кислотный рок, а также более облегающий, сексуальный фанк-рок».
После этого Red Hot Chili Peppers сотрудничали с продюсером Риком Рубином и записывали с ним второй альбом с участием Фрушанте, Blood Sugar Sex Magik. Рубин считал, что важно, чтобы запись альбома была в неортодоксальных настройках, поэтому он предложил в качестве студии старый особняк на Голливуд Хиллз, и группа согласилась. Фрушанте, Кидис, Чад и Фли изолировали себя там для продолжительной записи. Фрушанте и Фли редко выходили на улицу, и проводили большую часть времени за курением марихуаны. Примерно в это же время Фрушанте начал запись с Фли и барабанщиком Jane's Addiction Стивеном Перкинсом. Они записали от десяти до пятнадцати часов материала, который так и не был издан.
Blood Sugar Sex Magik вышел 24 сентября 1991 года и стал чрезвычайно успешным. Он поднялся на 3 позицию в чарте Billboard и разошёлся тринадцатью миллионами копий по всему миру. Неожиданный успех мгновенно превратил Red Hot Chili Peppers в рок-звёзд. Фрушанте был ошеломлён обретённой им славой. Вскоре после выхода альбома он начал развивать неприязнь к популярности группы. Кидис вспоминал, что он и Фрушанте постоянно вступали в горячие споры за кулисами после концерта. Фрушанте позже сказал, что рост популярности группы был «…слишком высок, слишком далек, слишком скор. Казалось, всё происходит одновременно, и я просто не мог справиться с ней». Кроме того, он начал чувствовать, что судьба вела его от группы. Когда Chili Peppers начали своё мировое турне, он начал слышать голоса в голове, которые говорили, что «это турне не закончится ничем хорошим, и ему стоит уйти сейчас». Он отказался выйти на сцену во время выступления в клубе Quattro в Токио 7 мая 1992 года и сказал группе, что собирается уйти. Джон был убеждён, что должен уйти и улетел в Калифорнию на следующее утро.

### 1992—1997: Наркотическая зависимость
Фрушанте пристрастился к наркотикам, находясь с Red Hot Chili Peppers в туре в течение предыдущих четырёх лет. Фрушанте курил большое количество марихуаны, также он начал употреблять героин и был на грани серьёзной зависимости. По возвращении в Калифорнию летом 1992 года, Фрушанте впал в глубокую депрессию, чувствуя, что его жизнь окончена и что он больше не может писать музыку или играть на гитаре. На долгое время он сосредоточился на живописи, продюсировании четырёхдорожечных записей, которые он сделал, работая над Blood Sugar Sex Magik, и на написании коротких рассказов и киносценариев. Для того чтобы справиться со своей обострённой депрессией, Фрушанте увеличил потребление героина и ушёл в опасную для жизни зависимость. Его употребление героина для лечения депрессии было осознанным решением:
Джон открыто признался, что он наркоман, полагая что наркотики были единственным способом видеть мир красивее, чем он был для него в трезвом состоянии.
8 марта 1994 года Фрушанте выпустил свой первый сольный альбом Niandra Lades and Usually Just a T-Shirt. Первая половина альбома была записана вскоре после завершения Blood Sugar Sex Magik, а вторая в период с конца 1991 года по начало 1992 года, во время гастролей в поддержку альбома. Трек «Running Away into You» был записан после того, как он покинул Red Hot Chili Peppers. Джон говорил, что первоначальной целью альбома было духовное и эмоциональное выражение:
«Мне было очень грустно, и я всегда был счастлив, когда я сидел на наркотиках. Таким образом, я должен был сидеть на наркотиках всё время. Я всегда был очень горд тем, что я наркоман».Джон Фрушанте
Фрушанте далее утверждает, что альбом должен был восприниматься как единое целое, а не как отдельные лица или песни.
Статья в газете New Times LA, посвященная Фрушанте, описала его, как «Скелет, покрытый тонкой кожей», который на пике своей зависимости чуть не умер от заражения крови. Вместо вен он колол в кожу, отчего оставались постоянные абсцессы, также у него стали выпадать зубы. Следующие три года он провёл скрываясь в своём доме на Голливудских холмах, стены которого были сильно повреждены и покрыты граффити. В это время его друзья, актёр Джонни Депп и фронтмен группы Butthole Surfers Гибби Хейнс, сняли короткометражный документальный фильм под названием Stuff, изображающих нищету, в которой жил Фрушанте. В конце концов дом сгорел. Фрушанте утверждал, что пожар унёс все его коллекции старинных гитар, вместе с несколькими кассетами записанной музыки, и оставил его с серьёзными ожогами, после того, как он чудом избежал пожара. Фрушанте выпустил свой второй сольный альбом Smile from the Streets You Hold в 1997 году. Первый трек альбома, «Enter a Uh», был в значительной степени охарактеризован загадочностью текстов. Фрушанте кашляет во время всей записи, тем самым демонстрируя его ухудшающееся здоровье. По его собственному признанию, альбом был выпущен для того, чтобы получить деньги с продаж для покупки наркотиков. Продажа альбома была остановлена в 1999 году.

### 1997—2002: Реабилитация и возвращение в Red Hot Chili Peppers
В конце 1997 года, после более чем пяти лет героиновой зависимости, Фрушанте пытается завязать. Тем не менее, в течение нескольких месяцев он всё ещё был не в состоянии разорвать пристрастия к крэк-кокаину и алкоголю. В январе 1998 года, по настоянию давнего друга Боба Форреста, Фрушанте зарегистрировался в Las Encinas, клинике по реабилитации наркоманов в Пасадине, чтобы начать полное восстановление. В клинике у него обнаружили плохое состояние ротовой полости, самым верным решением было удалить все гнилые зубы и заменить их на зубные имплантаты. Он также получил пересадку кожи, чтобы восстановить абсцессы на его изуродованных руках. Примерно через месяц лечения, Фрушанте выписался из Las Encinas и постепенно вернулся в общество.
Полностью восстановившись и став здоровым, Фрушанте стал жить более духовным и аскетическим образом жизни. Он изменил свою диету, стал более тщательно заботиться о своём здоровье и есть главным образом натуральные продукты. Благодаря регулярной практике випассаны и йоге, он обнаружил, что самодисциплина оказывает на организм полезные действия. Для поддержания своего повышенного духовного осознания и отвлечения его от музыки, Фрушанте решил воздержаться от сексуальной активности, заявив: «Мне очень хорошо без него». Все эти изменения что он пережил в своей жизни полностью изменили его отношение к наркотикам:
Мне не нужно принимать наркотики. Я чувствую себя намного выше и вдохновлённее, получая тип импульса, который помогает начать работать, когда вы действительно готовы посвятить себя в то, что вы действительно любите. Я даже не считаю что я сделал, просто беру и делаю. Моя цель сегодня быть постоянно лучшим музыкантом и есть свою здоровую пищу, а также заниматься йогой. Я чувствую себя намного выше, нежели кем я стал за последние несколько лет из-за наркотиков.

На данный момент я самый счастливый человек в мире. Я горжусь тем, что прошлые вещи больше не волнуют меня. Это прекрасно иметь возможность смотреть на жизнь, не прячась за наркотическим туманом; без необходимости проявлять гнев по отношению к людям, которые любят вас. Есть люди, которые боятся потерять вещи, страшнее всего потерять не вещи, а потерять себя как человека.
Несмотря на свой опыт наркомана, Фрушанте не рассматривает употребление наркотиков как «тёмный период» в его жизни. Он считает, что это период возрождения, во время которого он нашёл себя и очистил свой разум. С тех пор, как Фрушанте прекратил занятия йогой, в силу её влияния на спину, он всё ещё пытался ежедневно медитировать.
В начале 1998 года Red Hot Chili Peppers уволили гитариста Дэйва Наварро и были на грани распада. Фли сказал Кидису, что «…единственный способ, который я мог себе представить в сложившийся ситуации — это если мы вернём Джона в группу». Фрушанте не был нигде задействован как музыкант из-за своей зависимости, поэтому Кидис и Фли подумали, что это подходящее время для приглашения его обратно. Когда Фли посетил Джона в его доме и попросил присоединиться к группе, Фрушанте зарыдал и сказал: «ничего не сделает меня счастливее в мире». Фрушанте вернулся в группу. Chili Peppers приступили к записи своего следующего альбома, Californication, выпущенного в 1999 году. С возвращением Фрушанте вернулся фирменный звук Chili Peppers, а также здоровый моральный дух. Он привёз с собой свою глубокую преданность музыке, которая оказала влияние на запись и стиль группы в альбоме. Фрушанте неоднократно заявлял о том, что его работа над Californication была его детищем.
Во время мирового турне Californication, Фрушанте продолжал сочинять свои собственные песни, многие из которых будут выпущены в 2001 году в третьем сольном альбоме To Record Only Water for Ten Days. Этот альбом был стилистически отличным от своих предыдущих записей: менее заметен поток сознания или авангард. Тем не менее, слова были всё ещё очень загадочны и его звук был заметно урезан. To Record Only Water for Ten Days был более эффективным и простым, чем его предыдущие записи. Альбом отличался от альтернативного рока и от только что написанным с Chili Peppers альбома Californication, он больше ориентирован на электронику и элементы новой волны.. В дополнение к своей гитаре, Фрушанте экспериментировал с различными синтезаторами и отличительной особенностью записи.
В 2001 году Фрушанте приступил к записи своего четвёртого альбома с Red Hot Chili Peppers, By the Way (2002). Он считал это время одно из самых счастливых в его жизни. Он смаковал записью альбома, ведь он мог «продолжать писать лучшие песни». Во время работы над By the Way, он также написал большинство тем из которых получился его четвёртый альбом Shadows Collide with People, а также песни, созданные для фильма Бурый кролик. Его цель была улучшить свою технику игры на гитаре — это было во многом обусловлено желанием подражать легендарным гитаристам, таким как Энди Партридж, Джонни Марр и Джон Макгиох, или, как он выразился, «людям, которые использовали хорошие аккорды». Альбом был отмечен, как прорыв Фрушанте к современным группам. Настрой в Chili Peppers показал группу как единое целое, а не как четыре отдельных лица.

### 2002—2007: Записи 2004 года и Stadium Arcadium
Фрушанте написал и записал множество песен во время и после тура в поддержку By the Way. В феврале 2004 года он начал сайд-проект с Джо Лэлли из Fugazi и Джошем Клингхоффером, названный Ataxia. Группа была вместе около двух недель, в течение которых они записали около девяноста минут материала. После двух дней в студии, они отыграли два концерта в Knitting Factory в Голливуде, и провели два дня в студии перед роспуском. В том же году пять песен, написанных Фрушанте появилась в саундтреке к фильму Коричневый кролик.
Фрушанте выпустил свой четвёртый полноценный сольный альбом Shadows Collide with People 24 февраля 2004 года. Выступления было с приглашенными музыкантами из некоторых его друзей, в том числе Клингхоффер, а также Чад Смит и Фли из Chili Peppers. В июне 2004 года он объявил, что будет выпускать шесть записей в течение шести месяцев: The Will to Death, Automatic Writing, DC EP, Inside of Emptiness, A Sphere in the Heart of Silence и Curtains. С выпуском Curtains Фрушанте дебютировал с единственным клипом 2004 года на песню «The Past Recedes». Он хотел, чтобы эти записи выходили быстро и недорого на аналоговые ленты, избегая современных студий и компьютерных процессов записей. Фрушанте отметил: «Эти шесть записей были сделаны в течение шести месяцев после возвращения домой с гастролей с Chili Peppers. Я составил список всех песен, которые у меня были, их было около семидесяти. Моей целью было записать столько песен, сколько я мог во время перерыва. Это было определённо самое продуктивное время в моей жизни».
В начале 2005 года Фрушанте пришёл в студию для работы над своим пятым и последним студийным альбомом с Chili Peppers, Stadium Arcadium. Его игра на гитаре является доминирующей составляющей на протяжении всего альбома, также он на бэк-вокале в большинстве треков. Хотя после «less is more» стиль игры на гитаре поменялся и он начал использовать микшер для максимального эффекта. Он включает в себя широкий спектр звуков и стилей игры, от фанка под влиянием Blood Sugar Sex Magik к более мелодичному звучанию. Он также изменил свой подход к своей игре, предпочитая играть соло, которое формируется из джем-сейшн. В интервью с Guitar World, Фрушанте объяснил, что он подошёл к гитарным соло для нового альбома Stadium Arcadium совершенно иначе, чем в их предыдущие альбомы. Blood Sugar Sex Magik и Californication, Фрушанте имел представление чего он хотел от своей гитары. Для Stadium Arcadium, почти каждое гитарное соло было полностью импровизацией Фрушанте на месте. Несколько отзывов подчеркнули, что влияние Хендрикса проявляется в его соло в альбоме. Он также расширил использование гитарных эффектов на протяжении всего альбома, также использовались различные сторонние инструменты, такие как синтезатор и меллотрон. Он работал непрерывно с Рубином над звучанием гитары, изменяя гармонию и используя все свои технические ресурсы и знания.
Фрушанте начал своё сотрудничество с другом Омаром Родригес-Лопесом и его группой The Mars Volta, помогая как гитарист и используя электронные приборы в песне «Cicatriz ESP» из их альбома De-Loused in the Comatorium. Он также внес вклад гитарных соло в их альбом 2005 года Frances the Mute. В 2006 году он помог The Mars Volta завершить свой третий альбом, Amputechture, играя на гитаре в семи из восьми треков. В свою очередь, Родригес-Лопес сыграл на нескольких сольных альбомах Фрушанте, а также появляется в качестве гостя на записи Stadium Arcadium.

### 2007—2011: Уход из Red Hot Chili Peppers и 10 сольный альбом
Ataxia выпустила свой второй и последний студийный альбом, AW II в 2007 году. После тура в поддержку Stadium Arcadium (длился с мая 2006 года до конца августа 2007 года), Red Hot Chili Peppers согласились взять перерыв на неопределённый срок. В начале 2008 года Энтони Кидис подтвердил это, сославшись на усталость от постоянной работы, так как Californication был основной причиной. В этот период Фрушанте решает покинуть группу, но не объявляет о своём уходе публично до декабря 2009 года. Через два месяца после отпуска, в октябре 2009 года группа приступила к работе над своим следующим альбомом с новым гитаристом Джошем Клингхоффером.
Десятый сольный альбом Фрушанте, The Empyrean, был выпущен 20 января 2009 года на Record Collection. Запись концептуального альбома проходила с декабря 2006 года по март 2008 года. The Empyrean показывает множество музыкантов, в том числе уже бывшего коллегу по группе Фли, друга Джоша Клингхоффера и бывшего гитариста Smiths Джонни Марра, а также гостей, в том числе Sonus Quartet и New Dimension Singers. Фрушанте заявил: «Я действительно счастлив и рад этой записи, я слушал очень много музыки у меня полно психоделического опыта. Я имею предоставление, предполагаю, что альбом, как нельзя кстати подходит для тёмной гостиной поздно ночью».
После выхода The Empyrean, Фрушанте продолжал сотрудничать с другими артистами. Наряду с продолжающейся игрой на гитаре для The Mars Volta в студийных альбомах, The Bedlam In Goliath, и Octahedron, Фрушанте также начал работу с электронным трио с Aaron Funk и Chris McDonald под названием Speed Dealer Moms. Их первый EP был выпущен в декабре 2010 года на Planet Mu Records.
В том же году Джон функционировал в качестве исполнительного продюсера в дебютном фильме Омара Родригес-Лопеса, The Sentimental Engine Slayer. Фильм дебютировал на фестивале в Роттердаме в феврале 2010 года. Наряду с работой над фильмом, Фрушанте и Омар Родригес-Лопес выпустили две совместные записи в мае 2010 года. Первый альбом Omar Rodriguez-Lopez & John Frusciante, а второй — квартет Sepulcros de Miel, состоящий из Омара Родригес-Лопеса, Juan Alderete, Marcel Rodríguez-López и Джона. Фрушанте также работал над музыкой к документальному фильму, Little Joe, основанный на биографии Joe Dallesandro.
В 2009 году Фрушанте появился в документальном фильме The Heart is a Drum Machine. Запись которого, состоящая из сорокапятиминутного интервью, доступна в форме DVD.
7 декабря 2011 года Red Hot Chili Peppers были номинированы в зал славы рок-н-ролла, и официально введены в 2012 году на церемонии Rock And Roll Hall Of Fame. В тот же день в интервью, Энтони Кидис говорил о том, что Фрушанте будет присутствовать на церемонии. Кидис заявил: «Есть приглашение от моего имени или нет — он придёт. Я не могу представить, что его не будет, но это его право. Я не говорил с ним довольно долгое время. Я не знаю, где он находится в эти дни. Неважно чем он занимается, я приветствую и обнимаю его. Если он ничего не делает — это тоже круто». Фли также сказал пару слов о Фрушанте: «Он оставил нам так много замечательных подарков. Он феноменальный музыкант и автор песен, который дал так много, чтобы наша группа стала популярней и выросла. Я испытывал к нему глубокие чувства когда он был в группе… Он действительно поднял нас на более высокий уровень». Фрушанте в конце концов отказался присутствовать на принятии Red Hot Chili Peppers в зал славы рок-н-ролла в апреле.

### 2012—2016: PBX Funicular Intaglio Zone и изменение стиля
В интервью с Blare Magazine Омар Родригес-Лопес, отвечая на вопрос о возможном будущем сотрудничестве с Джоном, заявил: «Может быть в будущем, но сейчас Джон в другом расположении духа. Он там, где ему не нужно заботиться о реализации пластинок или подготовке продуктов. Сегодня он живёт по другим стандартам, с другим видением, таким образом, он не хочет быть частью того, что скоро станет продуктом. Пластинка The Mars Volta в конечном итоге выйдет на рынок».
17 июля 2012 года Фрушанте выпустил новый мини-альбом под названием Letur-Lefr. Как и предыдущие альбомы, он был выпущен на лейбле Record Collection. Letur-Lefr знаменует собой экспериментальный порыв в жанре от гитарного рока к синтезатору и драм-машине. Это также первый альбом Фрушанте включающий хип-хоп. В своём блоге он объясняет: «В 2007 году я начал учиться программировать все инструменты, которые мы связываем с Acid House music и некоторую другую аппаратуру».
Фрушанте записывает и выпускает свой одиннадцатый студийный альбом PBX Funicular Intaglio Zone 25 сентября 2012 года. Он сам играет на всех инструментах и поёт в альбоме, но также присутствует вокал Kinetic 9 и соло на скрипке от Laena Geronimo. 16-го августа, он выпустил для публичного скачивания песню «Walls and Doors», чтобы продемонстрировать свой музыкальный подход. На 1 октября 2012 года альбом PBX Funicular Intaglio Zone занял 99 строчку в Немецком чарте LongPlay-Charts of Media Control.
7 апреля 2013 года Джон выложил на своём сайте песню «Wayne» в память своего друга Уэйна Формана.
14 августа 2013 года вышел мини-альбом с четырьмя треками (включая бонус-трек «Sol») под названием Outsides, как и предыдущие альбомы, он был выпущен на лейбле Record Collection.
В этом же году начинает сотрудничать с Black Knights
Одиннадцатый студийный альбом Enclosure в 2014 году.
В апреле 2015 года Фрушанте выпустил свой первый альбом под псевдонимом Trickfinger.
Альбом с одноимённым названием стал первым опытом Джона в стиле «acid house».
В апреле 2016 года был выпущен мини-альбом Foregrow. По словам Джона — это всё записи 2009 года, которые он находит и по сей день.

### с 2019: возвращение в RHCP
15 декабря 2019 года, в официальном аккаунте Red Hot Chili Peppers в Instagram вышла новость о возвращении Фрушанте в группу, вместо покинувшего её Джоша Клингхоффера.
24 сентября 2021 года был анонсирован мировой тур и официальное возвращение Фрушанте в группу.

## Музыкальный стиль
Музыкальный стиль Фрушанте эволюционировал в течение его музыкальной карьеры. Хотя его стиль считался умеренным в начале его гитарной карьеры, это продолжалось недолго, и вскоре критики начали отличать его стиль: в октябре 2003 года он занял восемнадцатую строчку в списке «100 лучших гитаристов всех времён» по версии Rolling Stone(хотя в повторном рейтинге 2011 года Rolling Stone поместили его на 72-е место).
Фрушанте считает, что он получил признание за счёт смещения акцента, утверждая, что он выбрал подход, основанный на ритме. Его вдохновили на это Джими Хендрикс и Эдвард Ван Хален. В ранних записях, однако, на него повлияли различные направления андеграунд панка и музыканты New Wave. Все гитары, которые он приобрёл, были произведены до 1970 года. Фрушанте использует специальную гитару для каждой песни. Все его гитары сгорели в пожаре, который произошёл в его доме, в 1996 году. Первая гитара, которую он купил после пожара, был красный Fender Jaguar 1962 года. Его самая часто используемая гитара и самая важная для него, как он утверждает, это Sunburst Fender Stratocaster 1962 года, которая была подарена ему Энтони Кидисом, после возвращения Фрушанте в группу в 1998 году. Он играл на этой гитаре в каждом альбоме после возвращения в РХЧП.
Самый ценный инструмент Фрушанте — это Gretsch White Falcon 1955 года, который он использовал дважды во время выступления в поддержку альбома By the Way. Позже он перестал использовать её, говоря, что для неё нет места. Фактически все свои акустические записи Фрушанте играл на Martin 0-15 1950-х годов.

## Личная жизнь
В 2011 году Фрушанте женился на Николь Тёрли, барабанщице и вокалистке экспериментальной группы Swahili Blonde.
8 мая 2015 года Тёрли подала на развод. 3 октября 2015 года она объявила, что хочет получать 75.000 $ в месяц после развода. Согласно судебным документам, Тёрли, которая уже получала 20.000 $ в месяц, нуждается в более высокой плате для поддержания её уровня жизни. Николь утверждает, что Джон закрыл доступ к их состоянию, оставив на её банковском счёте меньше 30.000 $. Тёрли оценила состояние Фрушанте в 14 млн $, и она имеет право на большую сумму денег, сказав, что им обоим принадлежат три дома, личная прислуга, а также частная музыкальная студия. Через неделю Фрушанте отреагировал на требования Тёрли и сказал, что он отказывается платить ей больше денег, и что она также хочет взыскать 2.600 $ в месяц для подарков и расходов на её взрослого брата. Он также сказал, что прекратит оплачивать счёта за её музыкальную карьеру: «Я не знаю, можно ли назвать её попытки звукозаписи хобби или личным увлечением… но мне кажется, нельзя охарактеризовать Николь как профессионального музыканта.» 19 октября 2015 года судья вынес решение в пользу Тёрли, Фрушанте придётся платить бывшей жене 53.000 $ в месяц. Джон также был вынужден заплатить 71.000 $ за судебные издержки Тёрли.

## Дискография
В составе Red Hot Chili Peppers
- Mother's Milk — 1989
- Blood Sugar Sex Magik — 1991
- Californication — 1999
- By the Way — 2002
- Live in Hyde Park — 2004
- Stadium Arcadium — 2006
- Unlimited Love - 2022
- Return of the Dream Canteen - 2022

В составе Ataxia
- Automatic Writing — 2004
- AW II — 2007

В составе The Mars Volta
- De Loused in the Comatolium — 2003
- Frances the Mute — 2005
- Amputechture — 2006
- The Bedlam in Goliath — 2008

Сольные альбомы
- Niandra Lades and Usually Just a T-Shirt — 1994
- Smile from the Streets You Hold — 1997
- To Record Only Water for Ten Days — 2001
- From the Sounds Inside — 2001
- Shadows Collide with People — 2004
- The Will to Death — 2004
- Inside of Emptiness — 2004
- A Sphere in the Heart of Silence — 2004
- Curtains — 2005
- The Empyrean — 2009
- PBX Funicular Intaglio Zone — 2012
- Enclosure — 2014
- Trickfinger — 2015
- Renoise Tracks 2009—2011 — 2015
- Foregrow EP — 2016
- Trickfinger 2 — 2017
- Look Down, See Us — 2020
- She Smiles Because She Presses the Button — 2020
- Maya — 2020
- I and II — 2023